# Lothar Reetz
Lothar Reetz (* 2. Januar 1931; † 17. Oktober 2016) war ein deutscher Erziehungswissenschaftler.
Er war Professor am Institut für Berufs- und Wirtschaftspädagogik der Universität Hamburg und am Landesinstitut für Lehreraus- und Lehrerweiterbildung tätig.
Eines seiner Spezialgebiete war die berufliche Rehabilitation Erwachsener mit Behinderungen.
Er wurde auf dem Rahlstedter Friedhof bestattet.